# Policijska legitimnost
Policijska legitimnost je, v kolikšni meri pripadniki javnosti ocenjujejo policijo kot legitimno, pogosto merjeno v smislu pripravljenosti javnosti, da ubogajo in sodelujejo s policijo. Policijska legitimnost je povezana s stopnjo javne podpore in sodelovanju pri policijskih prizadevanihj za boj proti kriminalu.. Če policija izgubi legitimnost, lahko ogrozi njihovo sposobnost in avtoriteto za učinkovito delo. 
Ljudje, ki v policijskih srečanjih doživljajo več postopkovne pravičnosti, policijo ocenjujejo kot bolj legitimne. V nasprotju s tem se zdi, da policijsko ukazovanje naročil in razširjena ustavitev na ulici zmanjšata policijsko legitimnost med mladimi moškimi.